# Кукса (посуда)

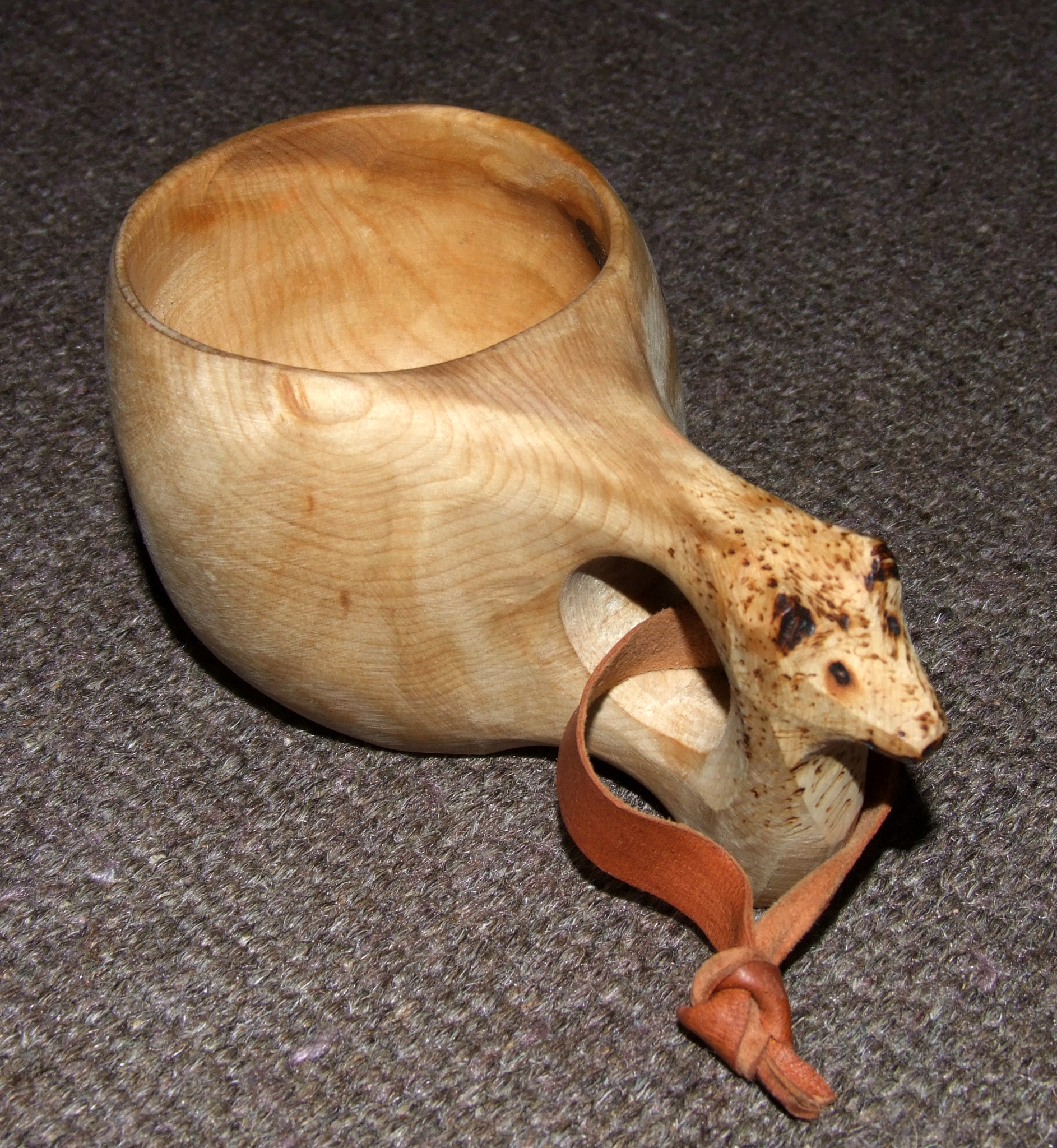
Традиционная кукса

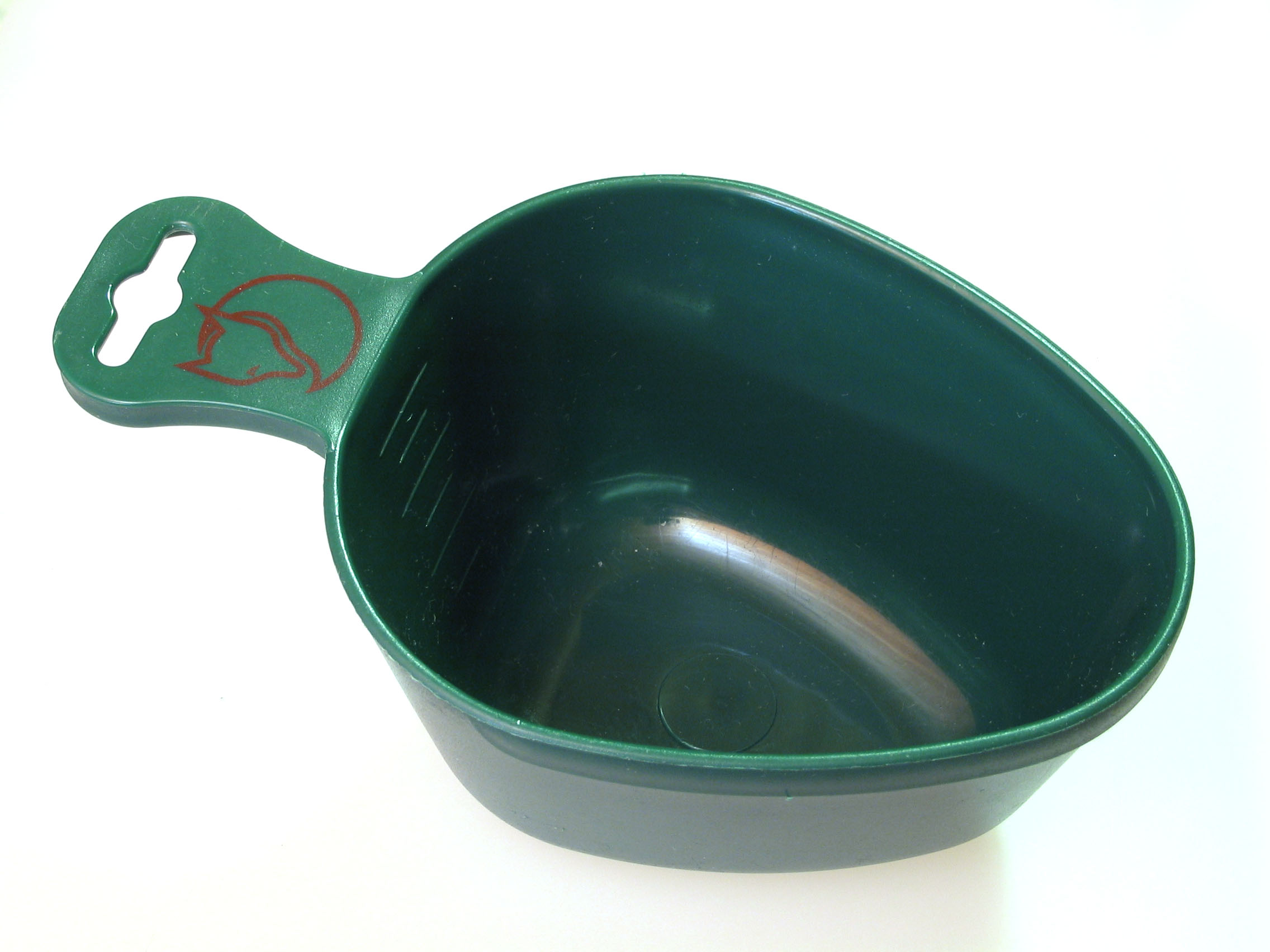
Современная пластиковая кукса

Ку́кса (кильд. саам. куккьс, фин. kuksa, северносаам. guksi, швед. kåsa) — традиционная саамская кружка (небольшая чашка или ковшик), вырезанная из дерева.

## Использование
Кружку используют для употребления холодных и горячих напитков, а также жидкой пищи. Размеры варьируются от маленьких на 50 мл до сравнительно больших на 500 мл, используемых в качестве супниц.
В Финляндии по традиции куксу дарят новорождённому и наличие такой кружки означает, что человек не отрывается от своих корней. Саамы верят, что кукса приносит удачу.
Благодаря своей лёгкости, практичности и внешнему виду кукса стала популярна среди туристов, бушкрафтеров и выживальщиков. Кружку можно приобрести на многочисленных ресурсах, посвящённых этой тематике, а также у ремесленников.
Пластиковый аналог куксы входит в состав снаряжения шведской армии.

## Изготовление
Куксу изготавливают как вручную, так и промышленным методом, с применением различного деревообрабатывающего оборудования. Используют лиственные породы дерева: дуб, берёза, ясень, бук.
Традиционно куксу вручную вырезают из шарообразного нароста на стволе берёзы — сувеля. Готовые кружки вываривают в льняном масле для придания им долговечности и водостойкости. Кружка, при всей своей видимой массивности, — очень лёгкая и удобная. Перед первым использованием в неё на несколько минут наливают крепкий кофе, после чего её сушат, а внутреннюю поверхность натирают кофейной гущей для придания изделию тёмного блестящего тона.
Чтобы не испортить кружку, её не рекомендуют мыть моющими средствами и использовать для употребления алкоголя, который сушит дерево.